# TV Manauara
A TV Manauara foi uma extinta operadora de TV a cabo e emissora de televisão brasileira, instalada em Manaus, capital do Estado de Amazonas. Entrou em operação em abril de 1966 até setembro de 1969.

## História
Até a criação da TV Manauara, a cidade de Manaus não possuía emissoras de TVs, porém algumas residências já tinham aparelhos de televisão (cerca de 2 mil televisores, em uma população de 95 mil habitantes na cidade), que na época recebiam sinais vindos do Canal 2 da RCTV (emissora de Caracas, capital de Venezuela) de maneira muito precária, pois tinha chiado e péssima imagem.
A operadora de TV a cabo, entrou no ar como TV Manauara, passou a transmitir o único canal com o mesmo nome, a programação da REI. Na época, como não havia via satélite, a programação da REI vinha gravada pelo avião. A operadora estava no ar como uma licença do governo federal e não era oficialmente uma emissora.
Com isso, a Família Hauache surpreendeu todo o Brasil a 3 de março de 1966, ao criar a primeira operadora de TV a cabo do país. Os cabos foram instalados cabos nos postes de eletricidade nas duas ruas e duas avenidas (entre elas a 7 de Setembro), ambas as principais do centro da cidade. A Manauara foi inaugurada às 16:30 daquele dia, onde compareceu o jornalista Epaminondas Barauna. Sabe-se que a TV Manauara já fazia transmissões experimentais desde pelo menos outubro de 1965, sendo que anunciava falecimentos.
A experiência da TV Manauara não teve continuidade, pois era difícil de ser mantida devido a vários problemas técnicos. Os problemas eram os cortes dos cabos por causa das linhas de papagaio revestidas de cerol (mistura feita de cola e vidro moído) empinadas por meninos, a Família Hauache entrou em 1969, nova licitação no governo federal para um canal em TV aberta.
A família consegue a licitação em pouco tempo, que em 5 de setembro de 1969, foi batizada de TV Ajuricaba, um dia depois da extinção da emissora.
1. ↑  «TV-Manauára marca hoje inauguração». Jornal do Commercio (Manaus). 3 de março de 1966
2. ↑  «Falecimentos». Jornal do Commercio (Manaus). 26 de outubro de 1965